# Trouble Maker (album)
Trouble Maker è il nono album in studio del gruppo musicale statunitense Rancid, pubblicato il 9 giugno 2017 dalla Hellcat Records e dalla Epitaph Records.
Come molti degli album dei Rancid, Trouble Maker è prodotto dal fondatore della Epitaph e chitarrista dei Bad Religion Brett Gurewitz, e si mette in evidenza per essere il primo album del gruppo dopo il primo omonimo disco del 1993 ad avere l'originale logo dei Rancid sulla copertina.

## Tracce
1. Track Fast – 0:58
2. Ghost of a Chance – 1:36
3. Telegraph Avenue – 3:19
4. An Intimate Close Up of a Street Punk Trouble Maker – 2:34
5. Where I'm Going – 2:23
6. Buddy – 3:03
7. Farewell Lola Blue – 2:26
8. All American Neighborhood – 1:13
9. Bovver Rock and Roll – 3:02
10. Make It Out Alive – 1:50
11. Molly Make Up Your Mind – 1:12
12. I Got Them Blues Again – 1:48
13. Beauty of the Pool Hall – 2:15
14. Say Goodbye to Our Heroes – 2:10
15. I Kept a Promise – 2:58
16. Cold Cold Blood – 1:42
17. This Is Not the End – 1:57

Tracce bonus nell'edizione deluxe
1. We Arrived Right on Time – 2:20
2. Go On Rise Up – 2:23